# Natriciteres bipostocularis
Espèce
Synonymes
- Natriciteres olivaceus bipostocularis Broadley, 1962

Natriciteres bipostocularis est une espèce de serpents de la famille des Natricidae. 

## Répartition
Cette espèce se rencontre entre 1 320 et 1 585 m d'altitude dans la province du Katanga en République démocratique du Congo, en Zambie et dans le Centre de l'Angola.

## Publication originale
- Broadley, 1962 : Serpentes, Colubridae : Natriciteres olivaceus bipostocularis n. subsp.. Occasional papers of the National Museums of Southern Rhodesia, sér. B, vol. 3, p. 785-786.